# Åsele (đô thị)
Đô thị Åsele (Åsele kommun) là một đô thị ở hạt Västerbotten, phía bắc Thụy Điển. Thủ phủ là thị xã Åsele.
Năm 1974, thị xã chợ (köping) Åsele (1959-1970) được hợp nhất với Dorotea và Fredrika. Năm 1980, phần Dorotea đã được tách ra để lập đô thị Dorotea.
Gần đây, đô thị này được một số công nhận là nơi có chùa lớn nhất châu Âu.  Lưu trữ ngày 7 tháng 10 năm 2007 tại Wayback Machine.

## Địa lý
Sông Ångerman chảy từ Vilhelmina qua đô thị Åsele, nhiều nhà máy thủy điện được xây trên sông này.
Thị xã Åsele nằm ở giữa đô thị. Thị xã này có nhà thờ đẹp, viện bảo tàng ngoài trời và sân golf.

## Lịch sử
Khu định cư đầu tiên của người Thụy Điển ở Åsele (trước đó đã có người bản xứ người Sami) là ở Gafsele, phía nam Åsele. Những người định cư này là Nils Andersson và vợ là Brita. Họ đến từ Phần Lan năm 1674, cố tránh chiến tranh với Nga.